# Jean Bosc (homme politique)
Pour les articles homonymes, voir Bosc et Jean Bosc.
Jean Bosc est un avocat et homme politique français né le 18 septembre 1875 à Nîmes (Gard) et décédé le 23 octobre 1959 dans la même ville.

## Biographie
Fils d'Adolphe Bosc, député au début de la IIIe République, il se lance dans des études de droit. Docteur en 1901, il est inscrit au barreau de Montpellier en 1896 et à celui de Nîmes en 1900.Conseiller municipal de Nîmes en 1904, il est conseiller général du canton de Lussan de 1913 à 1940. Il est élu député sur la liste du Cartel des gauches en 1924 et siège au groupe radical-socialiste. Il est président de la commission des douanes. Battu en 1928, il est élu sénateur en 1929 et reste en poste jusqu'en 1939, siégeant au groupe de la Gauche démocratique. Il est également président de la commission des douanes du Sénat.
Après sa défaite en 1939, il reprend son cabinet d'avocat, et est bâtonnier pendant l'occupation. Il collabore également à de nombreuses revues et journaux et écrit deux ouvrages, "le roman devant les tribunaux" et "Les cendres du passé nîmois".
Membre de l'Académie de Nîmes, il en est président en 1921 et 1944.

### Sources
- « Jean Bosc (homme politique) », dans le Dictionnaire des parlementaires français (1889-1940), sous la direction de Jean Jolly, PUF, 1960 [détail de l’édition]
- « Bosc (Jean) », dans Dictionnaire biographique du Gard, Paris, Flammarion, coll. « Dictionnaires biographiques départementaux » (no 45), 1904 (BNF 35031733), p. 90.